# Alphaville: The Singles Collection
Alphaville: The Singles Collection del 1988 és el primer recopilatori del grup alemany Alphaville i consisteix en remescles de singles que havien aparegut en els dos àlbums del grup Forever young i Afternoons in utopia.

## Llista de temes
1. "Forever Young" - edició estesa – 6:12
2. "Red Rose" - versió del single de 1988 – 4:23
3. "Big in Japan" - versió del single de 1988 – 3:49
4. "Dance with Me" - versió llarga – 8:14
5. "Forever Young" - versió d'àlbum – 3:45
6. "Red Rose" - 12" mix – 7:53
7. "Big in Japan" - remescla '88 – 7:25
8. "Dance with Me" - versió d'àlbum – 3:57